# Sigmophora italica
Sigmophora italica är en stekelart som först beskrevs av Domenichini 1967.  Sigmophora italica ingår i släktet Sigmophora och familjen finglanssteklar. Inga underarter finns listade i Catalogue of Life.